# Rubus dunensis
Rubus dunensis är en rosväxtart som beskrevs av Rogers. Rubus dunensis ingår i släktet rubusar, och familjen rosväxter. Inga underarter finns listade i Catalogue of Life.